# 영전
영전(榮典)은 국가를 위해 큰 공적을 세운 자에게 그 공로를 치하하기 위하여 인정하는 특수한 법적 지위를 말한다. 또한 훈장 등의 영전은 이를 받은 자에게만 효력이 있고, 어떠한 특권도 이에 따르지 아니한다고 하여 영전일대의 원칙을 규정하고 있다. 영전은 법률이 정하는 바에 의하여 대통령이 수여한다.
국가로부터 주어진 영예는 현실의 물질적 이익에만 머물지 않고 표창자에게 사회적 특권을 의식시킴으로써 정신적 만족을 주고 기존의 정치·사회체제에의 지지를 고양하는 작용을 갖는다. 한국에서는 대통령에게 영전수여권이 있다.